# Saška Švica
Saška Švica (nemško Sächsische Schweiz) je hribovito plezalno območje in narodni park v nemškem gorovju Elbsandsteingebirge na Saškem. Razprostira se na obeh straneh doline Labe jugovzhodno od Dresdna na Saškem v Nemčiji ter meji na Češko Švico na Češkem. Skupaj s češkim delom je regija znana kot Saško-Češka Švica.
Upravno okrožje tega območja je Sächsische Schweiz-Osterzgebirge. Trdnjava Königstein je znana znamenitost.

## Etimologija
Nemško ime za Saško Švico, Sächsische Schweiz, se je pojavilo v 18. stoletju. Dva švicarska umetnika, Adrian Zingg in Anton Graff, sta bila leta 1766 sprejeta v Akademijo umetnosti v Dresdnu.
Iz svojega novega, posvojenega doma se ozreta proti vzhodu in zagledata, kakšen dan hoje stran, hribovje. Imelo je čuden, raven profil, brez dejanskih vrhov […]
Čutila sta, da pokrajina spominja na njuno domovino, Švicarsko Juro in sta v izmenjavi pisem poročala o razliki med njihovo domovino in »saško Švico«. Prej se je saški del gorovja  imenoval le Meißner Hochland, Meißen Oberland ali Heide über Schandau.
Opis je postal priljubljen z objavo imena Wilhelma Lebrechta Götzingerja. V svojih knjigah je območje opisal kot Saško Švico in s tem izrazom seznanil širšo javnost.

## Geografija
Na vzhodu se Saška Švica zlije v Lužiške gore, na zahodu pa v Rudogorje. Sosednji češki del gorovja se imenuje Češka Švica. Najvišja vzpetina v Saški Švici je Großer Zschirnstein s 562 m nadmorske višine.
Saška Švica je razdeljena na Sprednjo in Zadnjo Saško Švico. Celotno območje na levem bregu Labe, vključno z nižinami in mizami, kot sta Pfaffenstein ali Königstein, pa tudi Lilienstein na desnem bregu Labe, območje Bastei in Brand pripadajo zgornji Saški Švica. Zadnja Saška Švica vključuje velika gozdna in skalnata območja na desnem bregu Labe vzhodno od Bad Schandaua in južno od doline Sebnitz do češke meje.

### Klasifikacija naravnih regij
V klasifikaciji naravnih območij Emila Meynena je bila Saška Švica glavna enota (430) znotraj Saško-češke regije kredastega peščenjaka (glavna skupina enot 43), katere edina druga večja enota na nemških tleh je bilo gorovje Zittau. Meja med dvema gorovjema, Elbsandsteingebirge in Lužiškim gorovjem, je na češkem ozemlju, zato sta ti naravni regiji med seboj geografsko ločeni.
Delovna skupina za ekosistem in regionalni značaj Saške akademije znanosti v Leipzigu je zdaj, na začetku 21. stoletja, združila vsa območja v saško-češki obmejni regiji v superenoto Saško višavje in gorje (Sächsisches Bergland und Mittelgebirge). Lužiško gorovje med Saško Švico in gorovjem Zittau mu prav tako pripada, medtem ko ga je Meynen združil s puhličnim gričevjem na severu in vzhodu v glavno enoto Zgornje Lužice (Oberlausitz); na zahodu se nova super enota nadaljuje z glavnimi skupinami enot Rudnih gora in Vogtlanda.

### Hribi
Praviloma lahko ločimo dve vrsti hribov.
Številne skalne formacije v gorovju Elbsandsteingebirge, tako v Saški Švici kot v Češki Švici, so v tej regiji lokalno znane kot Steine ('skale'). Pomembni primeri so Königstein, Lilienstein, Gohrisch in Papststein. Ta opis pa ne vključuje kupolastih Kuppen, kot sta Waitzdorfer Höhe ali Großer Winterberg, katerih kamninska podlaga je iz vulkanskega bazalta ali granitnega materiala.
Formacije krednega peščenjaka se dvigajo nad tako imenovane 'ravni' njihove okolice, nekdanje ravnice reke Labe, in predstavljajo ostanke starega peneplena. V poznem terciarju sta dvigovanje Rudnih gora in bočni pritisk iz Lužiškega višavja razbila ploščo peščenjaka vzdolž linij, ki so se sekale kot mreža in to skupaj s sočasno naraščajočo hitrostjo toka Labe in regresivno erozijo na njeni strani doline, ponudile nove linije napada in nove poti za uničujočo moč vode. Sprva so ostali večji mizasti hribi (Lilienstein) ali že globoko razpokani kot Zirkelstein, Kaiserkrone ali že gozdnati (Kohlbornstein), ki pa so tudi ti kasneje zaradi erozijske destrukcije razpadli na dolge grebene (Schrammsteine) ali celo na posamezne kamnine, vrhovi (Torwächter). Morfološko trši odseki plasti, ki so se dlje in uspešneje upirali zakrasevanju, praviloma tvorijo najvišje plasti. Zrušitev skalnih struktur je torej običajno posledica erozije od spodaj ali z bokov.

## Zgodovina
V temnem srednjem veku so regijo naselili Slovani in je bila v srednjem veku del Češkega kraljestva. Pred približno 1000 leti je bila češko-saška Švica mejna dežela treh slovanskih plemen. Pleme Nisane (vzhodno od Labe od Dresdna do Pirne), pleme Milzane (iz današnje Zgornje Lužice) in na jugu pleme Dacine je oblikovalo takratno politično in gospodarsko krajino.
Šele v 15. stoletju je območje, ki se danes imenuje Saška Švica, prišlo pod saško hegemonijo, ko je postalo del mejne grofije Meissen z mejami, ki približno ustrezajo današnjim.
Turistični razvoj območja se je začel resneje razvijati v 19. stoletju. K temu je veliko pripomogla izgradnja ene prvih tramvajskih linij na svetu: Tramvaj doline Biela, ki je deloval od leta 1901 do 1904 in je vozil iz Königsteina.
Romantični umetniki so bili navdihnjeni z lepoto divjine, kot je slikar Ludwig Richter ali skladatelj Carl Maria von Weber, ki je svojo znamenito opero Der Freischütz s prizorom Wolfsschlucht ('Volčja soteska') postavil blizu mesta Rathen.
V nacistični dobi je bil opis nemških ozemelj kot Schweiz ('Švica') uradno prepovedan. Iz tega razloga je bil z veljavnostjo od 19. oktobra 1938 uradni izraz Sächsische Schweiz nadomeščen z 'mtshauptmannschaft Pirna in od januarja 1939 z Kreis Pirna v imenih lokalnih krajev Königstein, Obervogelgesang, Ottendorf, Porschdorf, Rathen, Rathewalde, Rathmannsdorf in Reinhardtsdorf.

### Srednjeveški gradovi
Ko so se v 13. stoletju začeli naseljevati Nemci, je prišlo do sistematičnega izganjanja češkega vpliva in okoli strateško pomembnih utrdb so izbruhnili številni lokalni vojaški spopadi. Te utrdbe služijo predvsem za zaščito meje in trgovskih poti. Zaradi pomanjkanja centralne oblasti je bila ta zaščitna funkcija prepuščena lokalnim vitezom. Postopna delitev območja zaradi dedne razdelitve posesti je porušila gospodarsko ravnovesje v regiji in številni gradovi so se izrodili v oporišča roparskih baronov.
Šele sredi 16. stoletja, ko so Wettinci zavzeli številne gradove, se je stanje stabiliziralo. Danes so ti gradovi in ruševine, od katerih so nekateri dobro ohranjeni, priljubljeni med turisti, ki se do teh mest odpravijo po strmih plezalnih poteh.
Ti gradovi so: Hohnstein, Hockstein, Neurathen, Altrathen, Königstein, Lilienstein, Falkenstein, Frienstein in Rauschenstein.
- Lilienstein v mraku
- Pogled na Carolafelsen v Saški Švici
- Bastei ok. 1900
- Pogled z Winterberga ok. 1850

## Narodni park
Narodni park Saška Švica (nemško Nationalpark Sächsische Schweiz), je narodni park v nemški Svobodni državi Saški, v bližini saške prestolnice Dresden. Zajema dve območji velikosti 93,5 km² v osrčju nemškega dela gorovja Elbsandsteingebirge, ki se pogosto imenuje (saška) Švica (nemško Sächsische Schweiz).
Narodni park meji na Narodni park Češka Švica (češko České Švýcarsko) na Češkem.
Narodni park je v središču naravnega območja s skoraj 710 km². Osrednje območje narodnega parka ima 40 % mirnega območja in je skoraj v celoti pokrito z gozdom. Status narodnega parka, ki zagotavlja najvišjo naravno zaščito v Nemčiji, je bil dodeljen leta 1990. Park leži – na dveh geografsko ločenih območjih – v okrožju Sächsische Schweiz-Osterzgebirge.
Saška Švica je intenzivno razpokana in skalnata kanjonska pokrajina. Najvišji vrh je na 556 metrih nadmorske višine, vendar je le malo oddaljen od doline reke Labe na 110 do 120 metrih. Zaradi močne vertikalne členitve ponuja več različnih habitatov in mikroklimatskih con. V narodnem parku so še vedno nekatere oblike gozda brez človekovega posega, kar je v srednji Evropi neobičajno. Posebne oblike gorskih gozdov in soteskastih gozdov so v Evropi nasploh ogrožene. Zaradi peščene prsti in razpok je veliko krajev na tem območju bolj suhih kot običajno za zmerni pas.

## Plezanje
Za Saško Švico so značilne skale iz peščenjaka, ki privabljajo številne plezalce. Obstaja približno 14.000 plezalnih smeri na več kot 1100 skalnih vrhovih. V začetku 20. stoletja so bila ustanovljena Saška pravila za plezanje v skali. Veljajo za enega od izvorov prostega plezanja. Vrvi in vponke se lahko uporabljajo le za varnost, nikoli pa kot sredstvo za plezanje. Prav tako ni dovoljena uporaba magnezija in običajnih zaščitnih sredstev, kot so zatiči in metulji; namesto tega se uporabljajo zavozlane najlonske zanke. Z nekaj izjemami se plezanje izvaja in dovoljuje samo na prostostoječih skalnih stolpih.
Saška nenavadnost je koncept Baustelle (dobesedno 'gradbišče'), kjer plezalci težke odseke preplezajo tako, da plezajo na ramena drugih plezalcev (včasih več ljudi drug na drugem), pri čemer se vsi udeleženi držijo le za oprimke, ki jih zagotavlja skala. Čeprav bi to običajno veljalo za obliko plezanja s pomočjo, je tukaj sprejeto kot oblika prostega plezanja. Ker so vrhovi pogosto zelo blizu drug drugemu, je precej priljubljeno tudi skakanje z ene skale na drugo in ta tehnika ima celo svoje težavnostne stopnje.
Poleg plezalnih vrhov so tu tudi različne strme poti, na katere se lahko povzpnejo pohodniki s trdno nogo in brez težav z višino na mestoma velike višine s pomočjo stopnic, lestev, kovinskih prečk in ograj na različnih mestih. Med najbolj priljubljenimi plezalnimi potmi so Häntzschelstiege v Affensteinenu, pa tudi Heilige Stiege, Rübezahlstiege in Rotkehlchenstiege severno od Schmilke.

## Zanimivosti
- Bastei in grad Neurathen
- Bärensteine in Rauenstein pri Weißigu
- Biela Valley
- Grad Stolpen
- Ruševine gradu Wehlen
- Skalni lok pri Wehlenu
- Frienstein in jama Ida
- Gora Gohrisch z zatočiščem
- Kaiserkrone in Zirkelstein
- Tramvaj Kirnitzschtal, zgodovinska medmestna cesta v dolini Kirnitzsch
- Mala Saška Švica, postavitev miniaturnega parka v vasi Wehlen
- Trdnjava Königstein, največja hribovska trdnjava v Evropi
- Kuhstall na Novem Wildensteinu
- Lilienstein, Schrammsteine
- Obere Schleuse, izlet z ladjo v bližini Hinterhermsdorfa
- Rathen Open-Air Stage, gledališče na prostem
- Papststein z razglednim stolpom in restavracijo
- Pfaffenstein in barbarin
- Wolfsberg
- Botanični vrt Bad Schandau, regionalni botanični vrt